# 拉夫希納
50°29′24″N 24°19′32″E / 50.49000°N 24.32556°E
拉夫希納（烏克蘭語：Равщина），是烏克蘭西部的村莊，隸屬利維夫州的利維夫區。該村面積0.59平方公里，2001年人口175，人口密度每平方公里295.65人。